# Варнински крсташки рат
Варнински крсташки рат трајао је од октобра 1443. до новембра 1444. године и вођен је између хришћанске војске предвођене Пољским и Угарским краљем Владиславом Јагелом и Османског царства под султаном Муратом. Рат је завршен поразом хришћанске коалиције у бици код Варне.

## Позадина
После пада Смедерева 1439. године, Ђурађ Бранковић се склонио у Зету, у Бар. Турски султан Мурат расписује награду за његову главу, па се 12. априла склања у Дубровник. Видећи какву опасност навлачи на град његово присуство он 25. јула напушта град и одлази у Угарску. Када је схватио да у Зети и Дубровнику не може постићи ништа, решио је да се приклони угарском краљу Владиславу. Заједничка мржња према Турцима приближила је ова два владара. Као главни чинилац ратоборног расположења код Мађара јавља се Јанко Хуњади, краљев најјачи ослонац и у унутрашњој и у спољној политици.
Од те године почеше се све чешће и са више страна дизати гласови да је потребно образовати велику хришћанску лигу против Турака. Присталице крсташког похода били су Дубровчани, Византинци, јовановци с Рода па чак и папа. Папа је сматрао за своју дужност да помогне пријатеље који му недавно беху признали врховну црквену власт. Одлична помагача нашао је у Јулијану Цезаринију који је током 1442. године успео да утиша све противнике похода у Угарској.
Ратнички дух распламсале су две победе Јанка Хуњадија (код Ердеља и на Јелосинци). Те победе дигоше дух код Мађара. Јанко постаде витез хришћанства, а наше народне песме славе га скоро као којег нашег јунака. Сам султан, изненађен поразима своје војске, а и заузет борбама са Караманима у Малој Азији пожури да склопи мир. Већ у јулу послао је свог посланика у Будим, али без успеха. Деспот, својим личним утицајем и новцем, кардинал Цезарини и Хуњади са ратничком странком претегоше. Папа Евгеније је 28. јула 1442. године објавио опроштај свих грехова свима који допринесу борби против Турака. Крајем 1443. године, папа је донео нову булу којом се одриче петине својих прихода за хришћанску ствар. Крајем фебруара 1443. године, угарски сабор у Будиму донесе одлуку да почне велика офанзива коју ће предводити сам краљ.

## Дуга војна
Крајем јуна 1443. године издате су прве наредбе да се хришћанска војска упућује према Београду, а сам краљ кренуо је на југ у септембру. Са њим су ишли и деспот Ђурађ и Хуњади. Број ратника ценио се на 25.000 коњаника и стрелаца. Уз хришћане је стао и влашки војвода Дракул који се одметнуо од Турака. Крајем септембра или почетком октобра прешла је хришћанска војска Дунав код Београда и ставила се под вођство деспота. Уз деспота је било око 8.000 српских бораца, а придружио му се сребренички војвода Петар Ковачевић са 600 коњаника. Хришћанска војска од 12.000 коњаника на челу са Хуњадијем поразила је 8. новембра 1443. године Турке у бици код Ниша. Почетком децембра Софија пада у хришћанске руке, а продирање се наставља даље. Међутим, пред добро утврђеним кланцима Средње горе морало се стати јер су Турци код Златице спремали велики отпор. Због зиме која је настала, незгодног снабдевања и турског отпора хришћани су почели да се повлаче. Турци су покушали да хришћанима приликом одступања задају што више удараца, али су код Мелштице и Куновице претрпели тешке поразе. Нарочито је пораз код Куновице био опасан.
Између савезника избиле су поводом повлачења велике несугласице. Деспот је био против повлачења и залагао се да војска преко зиме остане у Србији, а у пролеће да настави акцију. Он се обавезао да ће се сам бринути за снабдевање војске, а нудио је и 100.000 дуката новчане потпоре. Али изморени Мађари похиташе да се врате у Угарску. Крајем јануара 1444. године цела војска, са краљем и деспотом скупила се у Београду и одатле кренули даље.
Хришћанска победа изазвала је многе наде у балканских народа. Неки од њих дигоше се на оружје, Новобрђани дигоше устанак али бише брзо савладани. Нешто више устанка постиже Скендербег који се окрену против Турака и заузе Кроју. Брат византијског цара, деспот Константин Драгаш поче ослобађање Пелопонеза, а у исто време изби устанак у Тесалији. Изгледало је да је цео Балкан устао против Турака и да неће требати много да се европска турска потпуно потпали. Али, основни предуслов за то био је тај, да се почетна акција развија плански, у дугом даху, а да не добије карактер импровизоване експедиције која поред свих привремених успеха није могла изменити општи положај.

## Обнова сукоба
У априлу 1444. године донесено је на Будимском сабору решење да се настави борба против Турака. 22. јуна креће флота из Млетака од 16 галија – 8 папских и 8 републичиних, а две недеље касније кренула је за њима и флота бургундског дуке.
Прошлогодишња војна и ове спреме беху уплашиле султана Мурата. Он реши да понуди савезницима мир. За посреднике је изабрао ћерку Ђурђа Бранковића, Мару Бранковић. Мара је послала поруку оцу да Мурат нуди деспоту повраћај целе Србије. Деспот је пристао на преговоре. У Сегедину, крајем јула склопљен је мир на 10 година. По Сегединском миру, деспоту су враћена 24 града међу којима беху Ново Брдо, Голубац и Крушевац. Султан је пристао да плати 100.000 фиорина одштете и обавезао се на помагање краљу Владиславу са 25.000 војника против његових непријатеља.
Ђурађ Бранковић пристаје на мир и 22. августа улази у Смедерево. Међутим, међу хришћанима је избило незадовољство због Сегединског мира јер је њиме обустављена једна величанствена акција. Међу незадовољнима главну реч је водио кардинал Цезарини. Са страшћу средњовековних хришћанских фанатика он је проповедао да се мир раскине. Одлучено је да се рат са Турцима обнови.

### Битка код Варне и крај рата
У обновљеном рат деспот Ђураш је остао неутралан.
Хришћанска војска стигла је 20. септембра 1444. године у Оршаву и почела је прелазити Дунав. Војска је бројала 16.000 људи којима се придружило и 4.000 Влаха. До одлучујуће битке дошло је 10. новембра 1444. године код Варне. Бројно надмоћни Турци потпуно поразише хришћанску војску. У бици је погинуо краљ Владислав и многи угледни великаши међу којима и кардинал Цезарини. Јанош Хуњади се спасао са малим бројем војника. Угари су изгубили преко 10.000 војника.